# Noserius indicus
Noserius indicus là một loài bọ cánh cứng trong họ Cerambycidae.